# Reinhardt Hinze

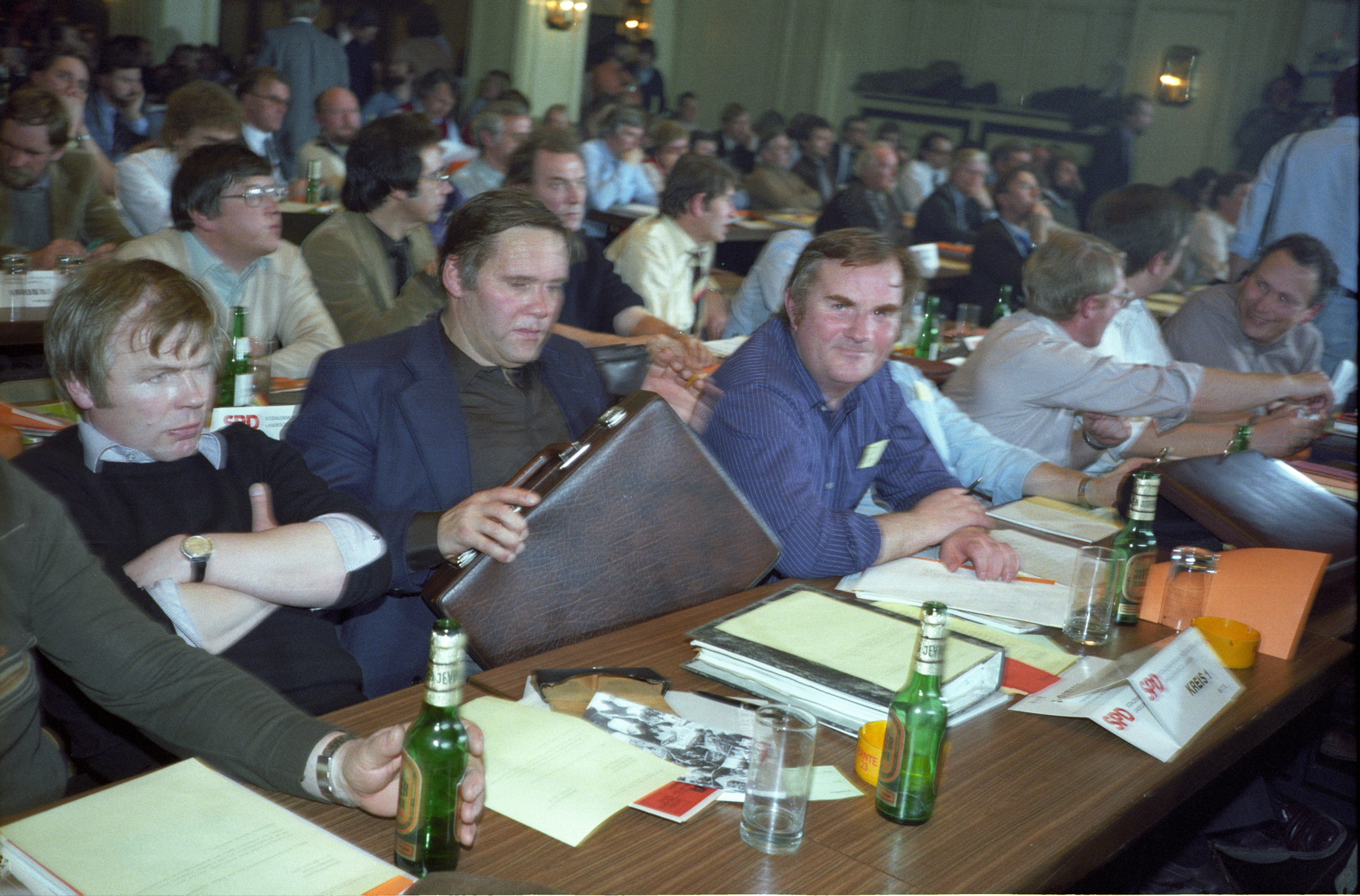
Reinhardt Hinze (2. von links) auf einem SPD-Landesparteitag um 1982

Reinhardt Wilhelm Hinze (* 18. November 1929 in Hamburg) ist ein Hamburger Politiker der Sozialdemokratischen Partei Deutschlands und ehemaliges Mitglied der Hamburgischen Bürgerschaft.
Der gelernte Maurer begann 1956 als Ofenmaurer bei den Hamburger Gaswerken, machte seinen Meister und stieg zum Bereichsleiter auf. Die Kollegen wählten das ÖTV-Mitglied zum Betriebsratsvorsitzenden. Schließlich zog Hinze als Mitglied in den Aufsichtsrat der Gaswerke ein.
Seine politische Heimat ist der SPD-Distrikt (Ortsverein) Rothenburgsort, dessen Vorsitzender er war. Von 1966 bis 1974 saß Hinze in der Bezirksversammlung Hamburg-Mitte. Von 1974 bis 1997 war er gewählter Abgeordneter in der Hamburgischen Bürgerschaft. Dort arbeitete er unter anderem im Stadtentwicklungsausschuss, im Bauausschuss und im Haushaltsausschuss mit und war Wohnungspolitischer Sprecher seiner Fraktion.